# Camille Gagnon
Pour les articles homonymes, voir Gagnon.
Camille Gagnon, né le 1er juin 1893 à Hérisson (Allier) et mort le 6 novembre 1983 à Ygrande (même département), est un magistrat, historien et folkloriste français. Il a écrit principalement sur l'histoire et les traditions du Bourbonnais.

## Biographie
Camille Gagnon est le fils d'un notaire d'Ygrande, Charles Octave Gagnon, et de Madeleine Godignon. Il naît le 1er juin 1893 à Hérisson dans la maison de ses grands-parents maternels. Il fait ses études au collège du Sacré-Cœur de Moulins, puis à la faculté de droit de Paris, où il obtient le doctorat en droit.
Il devient magistrat et exerce dans de nombreux tribunaux en région parisienne et à Lille, avant de devenir président du tribunal de première instance de Saint-Amand-Montrond (1936-1940), puis de Montluçon (1940-1950). Il termine sa carrière comme président de chambre à la cour d'appel de Riom (1950-1960), puis premier président de la cour d'appel de Bourges (1960-1962).
Il a été président des Amis de Montluçon et vice-président de la Société d'émulation du Bourbonnais. Il a été aussi président fondateur des Amis de la forêt de Tronçais (1954-1970) et président de l'Association internationale des amis de Charles-Louis Philippe.
Le 23 décembre 1926, il épouse à Paris Ve Louise Georgette Mathieu.
Il est nommé chevalier de la Légion d'honneur le 27 janvier 1951 et officier le 13 juillet 1962.
Ses papiers ont été déposés aux Archives départementales de l'Allier. Il a légué sa bibliothèque à la Société d'émulation du Bourbonnais.

## Publications

### Ouvrages
- Histoire du métayage en Bourbonnais depuis 1789, Paris, Picard, 1920, 190 p. (thèse de doctorat).
- Le Folklore bourbonnais, tome I. La vie matérielle, Moulins, Crépin-Leblond, 1946 ; tome II. Les croyances et les coutumes, Moulins, Crépin-Leblond, 1948 ; tome III. Les dits, les chants et les jeux, Moulins, Pottier, 1968 ; tome IV. Les parlers, Moulins, Éditions des Cahiers bourbonnais, 1972 (rééd. des trois premiers tomes, Le Coteau, Horvath, 1981).
- L'affaire de la Brande des Mottes, Moulins, Imprimeries réunies, 1953.
- Ygrande, tome I. La terre ; tome II. Les institutions ; tome III. Les hommes, les annales, Moulins, Éditions des Cahiers bourbonnais, 1973-1975.
- De l'étoile matutine à l'étoile vespérale (mémoires), 3 volumes, Moulins, Éditions des Cahiers bourbonnais, 1978-1980, 269, 272 et 234 p.
- À propos de Seauve, Moulins, Bulletin de la Société d'émulation du Bourbonnais, 1975 (lire en ligne)

### Ouvrage en collaboration
- Augustin Bernard, Camille Gagnon, Le Bourbonnais (coll. « Les Provinces françaises », 3), Paris, Gallimard, 1954, 268 p.

## Distinctions
- Officier de la Légion d'honneur